# الدروم (السدة)

تعديل مصدري - تعديل

الدروم محلة تابعة لقرية المشر، التابعة لعزلة الاعماس بمديرية السدة إحدى مديريات محافظة إب في الجمهورية اليمنية.، بلغ تعداد سكانها 30 حسب تعداد اليمن لعام 2004.